# Lucy Cantero
Lucía Jara de Cantero (Pichi Neuquén, 1926-Neuquén, 2015), más conocida como Lucy Cantero, fue una militante barrial neuquina, reconocida por promover y proteger derechos humanos de las mujeres. Además de se referente de la Asamblea Permanente por los Derechos Humanos (APDH) Neuquén. Por su activa participación política fue detenida en el Operativo Sapere junto a diez vecinas y vecinos, entre ellos su yerno Javier Seminario, que continúa desaparecido. Fue destacada por el Congreso de la Nación Argentina por su labor en la promoción y protección de los derechos humanos de las mujeres.

## Biografía
Lucy Cantero nació el 25 de junio de 1926 en el paraje Pichi Neuquén del departamento Minas, en el norte de la provincia del Neuquén. Allí creció criando animales junto a 22 hermanos. Aprendió a leer y a escribir sin ir a la escuela A los 20 años se fue a Buenos Aires; trabajó en casas de familia, fue modista, extra de cine, comparsa en una orquesta típica; también aprendió peletería y trabajó en una inmobiliaria. Por entonces militó en el Sindicato del Vestido.
En 1959 volvió a la provincia. donde vivió tres años en Chos Malal y luego se radicó en la ciudad de Neuquén, donde su accionar permitió consolidar la urbanización y organización del actual barrio Sapere: "Lucy fue una de las principales vecinas que en los años 70 dio batalla para que los habitantes del barrio Sapere no fueran erradicados hacia el Oeste de la ciudad cuando el gobierno provincial de Felipe Sapag pensaba emplazar en su lugar un casino y casas residenciales. Junto a un grupo de vecinos lograron quedarse y lograr la construcción de viviendas dignas".

### Militancia barrial
Durante los primeros años de la década del '70, Lucy llega a la ciudad de Neuquén y se instala, junto a unas veinte familias, en un espacio de tierra donado por el doctor Aníbal Sapere. Vivían en condiciones de suma precariedad, por lo que las vecinas y vecinos se organizaron para solicitar al gobierno que expropiara terrenos cercanos para poder construir viviendas y contar con servicios básicos. "Nosotros proponíamos hacer nuestras casas allí y de ahí no nos movíamos por nada”, señaló Lucy Cantero en una entrevista a un medio local, señalando que el barrio fue levantado porque vecinas y vecinos se organizaron por una necesidad común: "en esa lucha tuvimos el apoyo de los más jóvenes, algunos estudiantes, otros con alguna militancia por ejemplo en el PRT (Partido Revolucionario de los Trabajadores) pero todos con un mismo ideal”.

### Operativo Sapere
El 20 de agosto de 1975, cuando vecinas y vecinos del barrio Sapere organizaban un acto en homenaje a las víctimas de la llamada Masacre de Trelew, la policía provincial en conjunto con el Ejército realizó allanamientos y detuvo a once personas del barrio, entre ellas Lucy Cantero, Nelly Curimán, Juan Raúl y José Francisco Pichulmán, Orlando Cancio y Javier Seminario (yerno de Lucy). Nueve de ellos fueron liberados al día siguiente; Orlando Cancio y Javier Seminario permanecieron detenidos en la comisaría 1.º de Neuquén y continúan desaparecidos. Lucy Cantero fue trasladada a la Alcaidía y liberada a las horas. El 24 de agosto por la noche fue nuevamente detenida y trasladada una vez más a la Alcaidía, donde estuvo presa durante 9 meses. Lucy declaró que "la noche en que fue detenida estuvo en el mismo lugar que Seminario, separada por el calabozo: "por la ventana del calabozo veía cómo le pegaban en el pasillo de la comisaría".
Lucy Cantero fue liberada el 10 de mayo de 1976.

### Militancia en APDH
A fines de 1976, impulsada por la necesidad de luchar por la aparición con vida de Orlando Cancio y Javier Seminario, se acerca a la Asamblea Permanente por los Derechos Humanos -APDH Neuquén. Noemí Labrune -fundadora junto a Jaime de Nevares de la sede neuquina de la Asamblea- destaca que, precedida por su permanente compromiso y militancia social, "Lucy luchó por todas las víctimas y se comprometió en todas nuestras acciones".

### Su testimonio en los juicios de lesa humanidad "La Escuelita"
En 2012, en una de las audiencias realizadas en el marco de los juicios por delitos de lesa humanidad conocidos como "La Escuelita II", Lucy Cantero declaró como testigo por la desaparición de Javier Seminario, brindando detalles de lo sucedido en el operativo realizado en 1975 en el barrio Sapere y sobre lo que vivió durante su detención. En esas jornadas, además, un expolicía que por entonces era jefe de operaciones de la Policía provincial, declaró que los allanamientos y la detención masiva en el Sapere se efectuaron "en base a una falacia tremenda". Señaló que los elementos incautados habían sido colocados el día anterior, de lo que se percató porque "cuando estábamos entrando en una casa, el teniente empezó a jugar con una bomba de trotyl y le dije 'pará que vamos a explotar', entonces me dice que tenía los estopines desconectados por lo que no podía explotar.

### Retorno al norte neuquino
En 1979, junto a parte de su familia se muda al norte de la provincia, en la zona de Balsa Huitrín, donde se dedicó a criar ganado y al cultivo. Allí continuó accionando en pos de su comunidad: “su primera misión en el lugar fue lograr erradicar el alcoholismo, un vicio que se cobró un año cinco balseros muertos por caer al río en medio de la borrachera". Convocaba a las familias, daba charlas para concientizar sobre esa problemática. Y también aspiró a consolidar la cooperativa campesina de Chos Malal "para conseguir uno de sus sueños más preciados, que todos tengan animales, que la tierra produzca, y que no haya más necesidad de faenar liebres porque faltan chivos. Yo sueño con que todos tengan sus animales y su tierra".
Lucy Cantero falleció en Neuquén en el 2015. En una carta pública de despedida, Noemí Labrune escribió: "Un caleidoscopio luminoso la vida de Lucy Cantero. Esa vida que nos ilumina aun después del adiós. Un adiós que fue homenaje, el domingo pasado en sus funerales, por parte de una casi muchedumbre: todos nosotros que tanto la quisimos y que de ella aprendimos tanto".

## Reconocimientos y distinciones
En mayo de 2014, en un acto realizado en el Congreso de la Nación, Lucy Cantero fue distinguida junto a otras seis mujeres de todo el país como personalidad desatacada por su labor en la promoción y protección de los derechos humanos de las mujeres, muchas de ellas durante la última dictadura militar.
También fue reconocida por el gobierno de la provincia del Neuquén como Mujer Destacada, y por el Consejo Local de la Mujer de la Municipalidad de Chos Malal.